# 6-я Македонская ударная бригада
6-я Македонская ударная бригада (сербохорв. Sesta makedonska udarna brigada / Шеста македонска ударна бригада, макед. Шеста македонска ударна бригада) — воинское формирование Народно-освободительной армии Югославии, участвовавшее в Народно-освободительной войне против немецких и албанских оккупантов.

## История
Создана 6 сентября 1944 на горе Славей. Насчитывала 1000 человек, большая часть ранее служила в 1-й Македонской ударной бригаде. 28 сентября 1944 вошла в состав 48-й Македонской дивизии, 8 октября приняла боевое крещение под Кичево.
В середине октября бригада перешла в 42-ю Македонскую дивизию, которая участвовала в боях против баллистов и освобождала 18 ноября город Гостивар. Во второй половине декабря 1944 бригада перешла в 49-ю Македонскую дивизию.

## Известные военнослужащие[2]
- Драгутин «Алия» Джёрджевич — командир (6 сентября 1944 — 1 января 1945)
- Захарий «Брко» Трайковский — заместитель командира (6 — 30 сентября 1944)
- Миле «Максо» Филиповский — заместитель командира (30 сентября — 11 октября 1944)
- Павле «Миякт» Крстевский — заместитель командира (с 11 октября 1944)
- Киро «Сатрогов» Сотировский — политрук
- Младен Милошевский — заместитель политрука
- Влайко Милачич — начальник штаба